# Seligenstadt

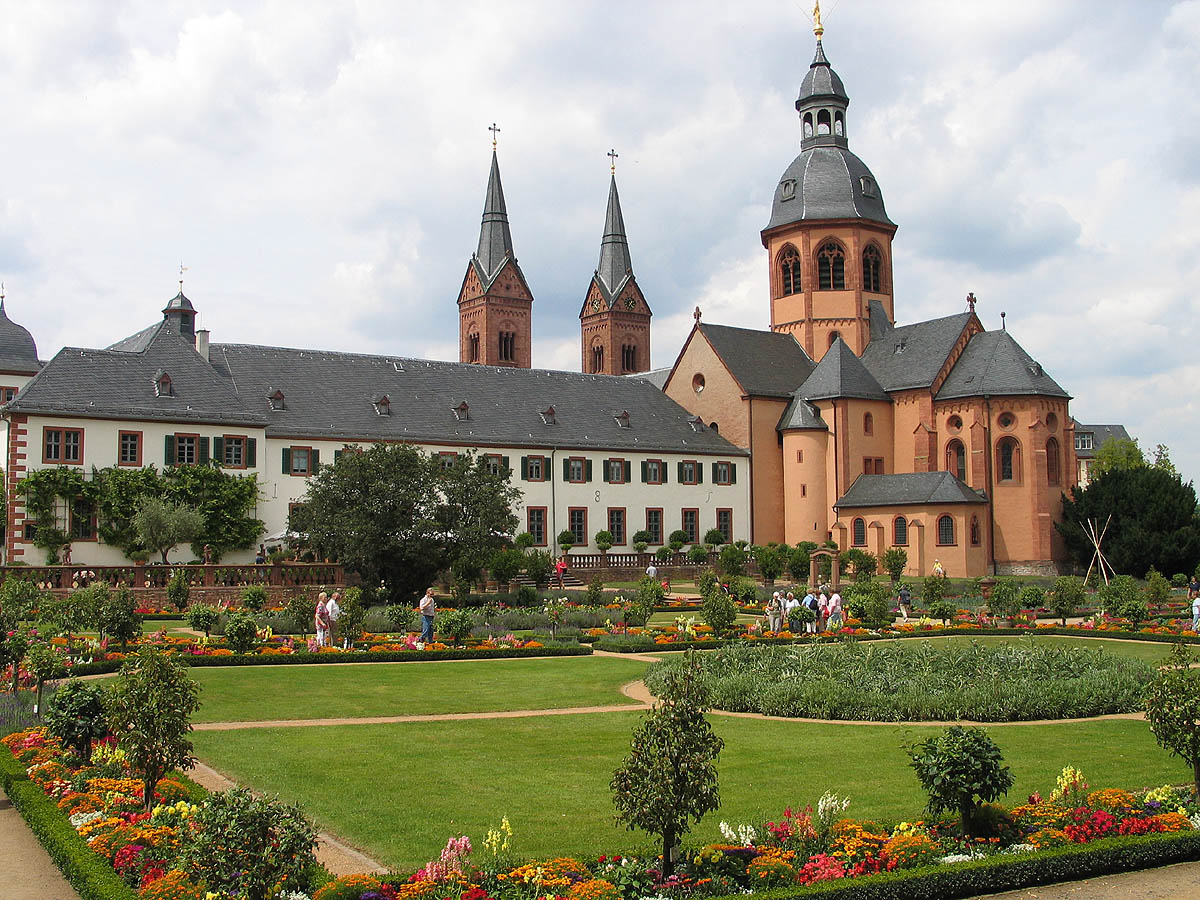
Đại giáo đường Seligenstadt

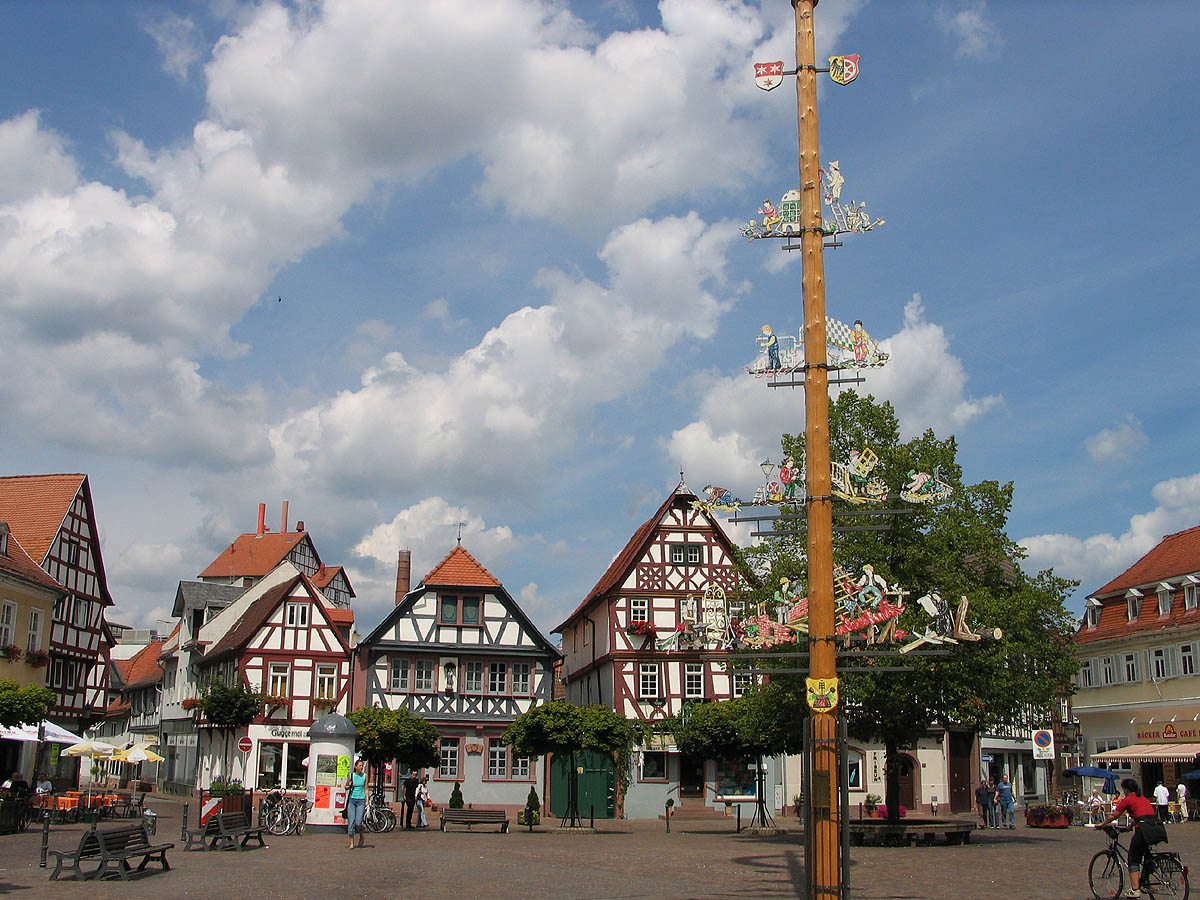
Chợ Seligenstadt

Seligenstadt là một thị xã ở huyện Offenbach, bang Hessen, Đức. Đô thị này tọa lạc ở tả ngạn sông Main, 15 km về phía tây bắc Aschaffenburg, và 22 km về phía đông namf Frankfurt.
Seligenstadt có 3 khu phố: Seligenstadt, Klein-Welzheim và Froschhausen.
Các thành phố gần đô thị này gồm Hainburg về phía bắc, Karlstein về phía đông ở Bayern, Mainhausen về phía đông nam, Babenhausen về phía nam, và Rodgau về phía tây.

## Đô thị kết nghĩa
Seligenstadt có 3 thành phố kết nghĩa:
- Triel-sur-Seine (từ năm 1967)
- Heel (từ năm 1972)
- Brookfield